# Thomas Anderson
Thomas Anderson (Leith, 2 de julho de 1819 — Chiswick, 2 de novembro de 1874) foi um químico britânico.
Em 1853 o seu trabalho sobre alcaloides proporcionaram-lhe descobrir a estrutura correta da codeína. Descobriu em 1868 a piridina e compostos orgânicos correlatos, tal como a picolina, mediante estudos de destilação de óleo de osso e outras matérias animais.